# Disney XD
Disney XD è un canale televisivo via cavo e satellitare statunitense edito da Disney Branded Television, divisione del gruppo The Walt Disney Company, che trasmette numerose serie televisive animate per bambini e ragazzi. La rete ha cominciato a trasmettere il 13 febbraio 2009 come sostituto di Toon Disney e (in Europa) di Jetix. Il suo target comprende la fascia dei ragazzi dai 6 ai 14 anni
Esiste anche una versione in alta definizione del canale, disponibile su alcune TV via cavo statunitense, che trasmette quasi tutti i contenuti della rete nel formato 720p. Il canale trasmette talvolta anche numerosi film classici targati Disney, che vanno in onda alle 17:00.
Durante il 2009 sono state lanciate diverse versioni localizzate di Disney XD tra cui, Polonia, Francia, America Latina, Giappone, Regno Unito, Irlanda, Scandinavia, Spagna, Italia e Germania.

## Storia

### Toon Disney
Nato come alternativa a Disney Channel, Toon Disney proponeva ai suoi telespettatori i migliori cartoni firmati Disney 24 ore al giorno (ad eccezione di alcune serie live action); la sua programmazione era quindi più o meno similare ad altri network televisivi come Cartoon Network o Nicktoons Network.
Come altri canali Disney, a partire dal 2008, Toon Disney ha iniziato a trasmettere in alta definizione.
Nato anche come canale esclusivamente basato su cartoni animati, nel 2004, con l'aggiunta del contenitore Jetix, molti dei classici cartoni firmati Disney sono spariti, dando più spazio nel palinsesto alle serie live action.

### L'acquisto di Jetix Europe
The Walt Disney Company annunciò alla fine del 2008 l'acquisto delle azioni Jetix Europe non ancora possedute ad un costo di 11 euro per azione; la transazione diede alla Disney la proprietà del 96% di Jetix Europe. L'approvazione degli azionisti Jetix Europe fu fissata durante l'assemblea annuale del 28 gennaio 2009 e quando fu completata l'intera operazione la Disney poté utilizzare i regolamenti dello statuto per ottenere il controllo della società. Il 27 febbraio 2009 la quotazione di Jetix nel cambio Euronext di Amsterdam fu chiusa completamente.
Toon Disney (e il suo blocco Jetix) sono stati mutati in Disney XD o Disney Cinemagic nella maggior parte dei paesi in cui andavano in onda (Non contando paesi dove Jetix era un canale).

## Programmi

### Produzioni originali

#### 2009
- Kid vs. Kat - Mai dire gatto (2009-2011)
- Aaron Stone (2009-2010)
- Jimmy Jimmy (2009-2011)
- Zeke e Luther (2009-2012)

#### 2010
- Xtreme Kidz (2010)
- I'm in the Band (2010-2011)
- Kick Chiapposky: Aspirante Stuntman (2010-2012)
- Coppia di re (2010-2013)
- Stoked - Surfisti per caso (2009)
- School of Roars (2010-2024)

#### 2011
- Kickin' It - A colpi di karate (2011-2015)

#### 2012
- Lab Rats (2012-2016)
- Motorcity (2012)
- Tron: Uprising (2012)
- Randy - Un ninja in classe (2012-2015)
- Crash & Bernstein (2012)

#### 2013
- Billy: un amico fantasmico (2013)
- Mighty Med - Pronto soccorso eroi (2013-2015)
- Wander (2013-2016)

#### 2014
- I 7N (2014-in corso)
- Star Wars Rebels (2014-2018)
- Kirby Buckets (2014-in corso)
- Penn Zero: Eroe Part-Time (2014-in corso)
- Masha e Orso

#### 2015
- Marco e Star contro le forze del male (2015-in corso)
- Two More Eggs (2015-in corso)
- Gamers Mania (2015-in corso)
- Pickle and Peanut (2015-in corso)

#### 2016
- Lab Rats: Elite Force (2016)
- Walk the Prank (2016-in corso)
- Lego Star Wars: The Freemaker Adventures (2016- ?)
- Future-Worm! (2016-in corso)
- MECH-X4 (2016)
- Fangbone! (2016-in corso)

### Programmi Disney Channel
- Zack e Cody al Grand Hotel (2005-2008)
- Phineas e Ferb[9] (2007-2015)
- Zack e Cody sul ponte di comando (2008-2011)